# Haeromys
A Haeromys az emlősök (Mammalia) osztályának a rágcsálók (Rodentia) rendjébe, ezen belül az egérfélék (Muridae) családjába tartozó nem.

## Rendszerezés
A nembe az alábbi 3 faj tartozik:
- Haeromys margarettae Thomas, 1893 - típusfaj
- Haeromys minahassae Thomas, 1896
- Haeromys pusillus Thomas, 1893